# 敦井美術館
敦井美術館（つるいびじゅつかん）は、新潟県新潟市中央区にある美術館。
1983年（昭和58年）に、敦井産業の創業60周年を記念し、創業者である敦井榮吉が収集した美術品を中心に設立された。

## 所蔵文化財

### 重要文化財
- 彩磁禽果文花瓶（さいじきんかもんかびん） 板谷波山作 1926年

## 利用案内
- 開館時間:午前10時～午後5時
- 休館日:日曜・祝日・年末年始・展示替期間
- 入館料:一般500円、大学・高校生300円、小中学生200円（毎週土曜日は無料）

## 交通
- JR東日本新潟駅万代口（北口）より徒歩約3分